# Seznam dílů seriálu Charlieho andílci (2011)
Toto je seznam dílů seriálu Charlieho andílci.

## Přehled řad
| Řada | Díly | Premiéra v USA | Premiéra v USA     | Premiéra v ČR | Premiéra v ČR |
| Řada | Díly | První díl      | Poslední díl       | První díl     | Poslední díl  |
| ---- | ---- | -------------- | ------------------ | ------------- | ------------- |
| 1    | 8    | 22. září 2011  | 10. listopadu 2011 | vysíláno      | vysíláno      |

## Seznam dílů
| Č. v seriálu | Původní název            | Český název               | Režie           | Scénář                                              | Premiéra v USA     | Premiéra v ČR |
| ------------ | ------------------------ | ------------------------- | --------------- | --------------------------------------------------- | ------------------ | ------------- |
| 1            | Angel with a Broken Wing | Anděl se zlomeným křídlem | Marcos Siega    | Alfred Gough a Miles Millar                         | 22. září 2011      | vysíláno      |
| 2            | Runway Angels            | Uprchlí andílci           | Angela Robinson | Sonny Postiglione, Alfred Gough a Miles Millar      | 29. září 2011      | vysíláno      |
| 3            | Bon Voyage, Angels       | Šťastnou cestu, Andílci   | James Marshall  | Douglas Petrie                                      | 6. října 2011      | vysíláno      |
| 4            | Angels in Chains         | Andílci v řetězech        | Marcos Siega    | námět: Robert Earll scénář: Javier Grillo-Marxuach  | 13. října 2011     | vysíláno      |
| 5            | Angels in Paradise       | Andílci v ráji            | Marcos Siega    | Alfred Gough a Miles Millar                         | 20. října 2011     | vysíláno      |
| 6            | Black Hat Angels         |                           | James Marshall  | Douglas Petrie                                      | 3. listopadu 2011  | vysíláno      |
| 7            | Royal Angels             | Královští Andílci         | J. Miller Tobin | Meredith Lavender a Marcie Ulin                     | 10. listopadu 2011 | vysíláno      |
| 8            | They Are Not Saints      |                           | Kevin Bray      | Javier Grillo-Marxuach, Alfred Gough a Miles Millar | nebylo vysíláno    |               |